# トレイ・ナイオニ
- トレイ・ニョニ

トレイ・ナイオニ（Trey Nyoni, 2007年6月30日 - ）は、イングランド・レスター出身のプロサッカー選手。プレミアリーグ・リヴァプールFC所属。ポジションはミッドフィールダー。

## 経歴
レスター・シティFCのユースアカデミーでは15歳の時点でU-18チームに所属し、2022-23シーズンのU-18プレミアリーグでは13試合に出場して2得点を記録した。
2023年からリヴァプールFCのユースアカデミーに加入。10月からはトップチームに帯同してトレーニングを積んだ。11月にEFLトロフィーのバローAFC戦にて、U-21チームでの初出場を果たした 。
2024年2月28日、FAカップのサウサンプトンFC戦に途中出場し、クラブ史上最年少となる16歳243日でのトップチームデビューを果たした。

## 代表歴
2022年8月にU-16イングランド代表に初選出され、2023年10月にはU-17イングランド代表に初招集された。
両親の出身国であるジンバブエの代表資格も持つ。